# Гинтаутас Палуцкас
Гинтаутас Палуцкас (рођен 19. августа 1979) је литвански политичар који је 18. премијер Литваније од децембра 2024. Палуцкас је био заменик градоначелника Виљнуса од 2015. до 2019. године, као лидер Литванске социјалдемократске партије (ЛСДП) од 2017. до 2021. и био је члан Сеjмаса од избора 2020. године .
На литванским парламентарним изборима 2024. Палуцкас се кандидовао у једночланој изборној јединици Утена, али је завршио трећи. Упркос томе, ЛСДП је победио на општим изборима, а Палуцкас је обезбедио место у Сејмасу преко партијске листе пропорционалне заступљености. Потом је номинован и потврђен за премијера Литваније. Укључивање Немунске зоре у владајућу коалицију изазвало је контроверзу и осуду организација за људска права и јеврејске заједнице у Литванији.

### Номинација за премијера Литваније
Дана 30. октобра 2024, Вилија Блинкевичијуте, лидер Социјалдемократске партије, саопштила је на конференцији за новинаре да неће бити кандидат странке за премијера. Блинкевичиуте је открила да је председништво странке одлучило да предложи Палуцкаса за кандидата за премијера Литваније.
Током кампање, Блинкевичијуте је показивала да је заинтересована да преузме улогу премијера ако њена странка успе. Међутим, на конференцији за новинаре, она је навела лична разматрања, укључујући године и здравље, као факторе који су утицали на њену одлуку да се повуче са улоге. Она је потврдила намеру да заврши свој мандат посланика у Европском парламенту који се протеже до 2029. године.
Президијум Социјалдемократске партије једногласно је одлучио да предложи Палуцкаса. Према Блинкевичијуте, Палуцкас је изабран због свог великог искуства како у локалној управи тако иу националној политици. Поред тога, примећено је да је Палуцкас добио значајну подршку јавности, јер је за њега гласало 60.000 становника Литваније. Према званичним подацима о изборима, Палуцкас је добио 58.827 првопласираних гласова, чиме је био други на партијској листи, након Блинкевичиуте, која је водила са 91.526 гласова, и испред Јуозаса Олекаса, који је био трећи са 48.470 гласова.
Током истог догађаја за штампу, Палуцкас је најавио своју намеру да настави са консултацијама у вези са формирањем коалиције левог центра. Он је потврдио планове за наставак разговора са политичким групама које је Блинкевичијуте претходно отпустила, укључујући националистичку партију Зора Немунаса.
Председник Гитанас Науседа потврдио је да је унапред обавештен о одлуци Блинкевичијуте да не поднесе своју кандидатуру. Науседа је такође потврдио да је упознат са околностима које би могле да спрече Блинкевичијуте да буде на функцији премијера. Науседа је одбио да наведе ове околности, наводећи да би то било неетично.
Поред своје политичке каријере, Гинтаутас Палуцкас је био активно укључен у различите друштвене и друштвене иницијативе. Залагао се за циљеве везане за образовање, социјалну заштиту и одрживост животне средине. Палуцкас је такође био гласан заговорник дигиталних иновација и модернизације у оквиру државних услуга, са циљем да се побољша ефикасност и доступност за све грађане. Његови напори у промовисању транспарентности и одговорности у јавној управи донели су му признање како на локалном тако и на међународном нивоу.